# Bitka na jezeru Pojang
Bitka na jezeru Pojang (kitajsko 鄱陽湖之戰, pinjin Póyáng Hú Zhīzhàn) je bila ladijska bitka, ki je trajala od 30. avgusta do 4. oktobra 1363 med uporniškima vojskama Džu Juandžanga in Čen Jovljanga med uporom rdečih turbanov, ki je privedel do padca dinastije Juan. Čen Jovljang je oblegal Nančang z veliko floto na jezeru Pojang, enem največjih sladkovodnih jezer na Kitajskem. Džu Juandžang ga je napadel s svojo manjšo floto in po neuspešnem spopadu  uporabil zažigalne ladje, da bi z njimi uničil sovražno floto. Bitka na jezeru Pojang je bila zadnja večja bitka med uporniki pred vzponom dinastije Ming. 

## Ozadje
30. avgusta 1363 so sile Čen Hana izvedle velik amfibijski napad na Nančang, mesto na strateški lokaciji na jezeru Pojang, ki je povezovalo reko Jangdzi z drugimi porečji. V mestu je bila od začetka leta 1360 Džu Juandžangova garnizija pod poveljstvom v Nankingu 560 kilometrov dolvodno. Leta 1362 je Čen Jovljang napadel Nančang s »stolpnimi ladjami«, primernimi za napad na obzidje. Te ladje v Nančangu niso bile uporabne, ker mestno obzidje ni segalo do obale. Vojska je zato pod neposrednim Čenovim poveljstvom napadla mestna vrata, vendar jo je topništvo odbilo. Po neuspešnem napadu je Čen začel oblegati mesto, odločen, da bo izstradal branilce. Nekaj branilcem se je v majhnemu ribiškemu čolnu uspelo izmuzniti iz mesta in pravočasno obvestiti Džu Juandžanga v Nankingu.

## Bitka
Džu Juandžangovo ladjevje je priplulo do ustja jezera  24. avgusta 1363 in 28. avgusta osvobodila Nančang. Po navedbah v enem od virov iz obdobja Minga so bile njegove ladje oborožene z »ognjenimi bombami, strelnimi puškami, ognjenimi puščicami, ognjenimi semeni [verjetno granatami], velikimi in malimi ognjenimi sulicami, velikimi in malimi 'poveljniškimi' ognjenimi cevmi, velikimi in majhnimi železnimi bombami in raketami«. Omenjeno je bilo tudi novo orožje »brez primere«, malo več kot dva metra dolg zvitek iz trstičja s premerom malo manj kot 15 centimetrov, oblepljen z rdečim papirjem in povezan s svilo in konopljo. V njem je bil smodnik in krogle. Obešen je bil na dolgem drogu na prednjem jamboru. Ko se je ladji približala nasprotnikova ladja, so zvitek vžgali z vžigalno vrvico. Ko je padel na krov, je eksplodiral in ladja je bila izgubljena.
Ladjevji sta se srečali 29. avgusta 1363. 30. avgusta je Džu svoje ladjevje razdelil na enajst eskader z nalogo, da se »približajo sovražnikovim ladjam in najprej streljajo s smodniškim orožjem, nato z loki in samostreli in nazadnje z orožjem kratkega dosega«. Z mornariškimi triboki so z ognjenimi bombami uspeli »zažgati dvajset ali več sovražnih ladij in ubiti ali utopiti veliko sovražnih vojakov«. Zadeta je bila tudi nasprotnikova paradna ladja, ki se je vnela in zadela peščen greben. Čenove ladje so se nato umaknile v bolj plitev del jezera, kjer jih ni bilo mogoče zasledovati. Džu jih je kljub temu napadel, vendar je bil odbit in je utrpel velike izgube.  
Naslednji dan se je veter obrnil proti Čenovim ladjam in Džu je proti njim poslal svoje goreče zažigalne ladje, ki so uničile nekaj sto plovil. Med bitko je bilo uporabljeno tudi strelno orožje, ki ni bilo ključnega pomena za zmago.
2. septembra sta se ladjevji spet spopadli. Čeprav so bile Čenove ladje še vedno v premoči, so Džujeve ladje uspele izolirati in uničiti večje sovražne vojne ladje ter jih prisiliti k umiku. Džujeva vojska je Čenove ladje zadrževala še cel mesec, preden se je Čen 4. oktobra odločil za preboj. Džu je nasprotnikove ladje ponovno napadel z zažigalnimi ladjami in jih zažgal in razpršil. Sledili so spopadi med skupinami ladij in Džujeva zmaga. Čen je v bitki padel, ko ga je v glavo zadela puščica.

## Posledice
Čen Jovljanga je nasledil njegov sin Čen Li, ki se je leta 1364 vdal Džuju.
Zahodni Vu je z zmago utrdil položaj vodilne skupine upornikov. Pet let kasneje je strmoglavil dinastijo Juan in zavladal Kitajski. Džu Juandžang je postal prvi cesar dinastije Ming in vladal kot cesar Hongvu.